# Libor Vykoupil
Libor Vykoupil (* 6. srpna 1956 Brno) je český historik a vysokoškolský učitel.

## Životopis
V letech 1971–1975 studoval na Gymnáziu tř. kpt. Jaroše v Brně. V letech 1975–1980 vystudoval historii a ruský jazyk na Filozofické fakultě Masarykovy univerzity v Brně, (tehdy Univerzity Jana Evangelisty Purkyně) a od roku 1979 je zaměstnán na Historickém ústavu této fakulty (nejprve jako asistent, od roku 1984 jako odborný asistent). 
V roce 1982 získal titul PhDr. a v roce 1999 Ph.D. V minulosti byl členem Komise pro zkoumání událostí roku 1968 (do roku 1993). Spolupracoval též s Českým rozhlasem Brno, kde měl od roku 1999 svůj vlastní pořad Ecce homo, v němž uváděl výročí dne. Tyto fejetony byly v roce 2004 vydány i knižně. 
Ve svých dílech i ve své pedagogické činnosti se specializuje na moderní české dějiny, období první republiky a vzájemné vztahy Čechů a Němců. Vyučuje však i dějiny Nizozemí do 17. století a dějiny Spojených států amerických v 18. století.
Podílel se na několika učebnicích dějepisu pro základní a střední školy (Středověk, Novověk). 

## Dílo (výběr)
- Slovník českých dějin (1993) – ISBN 80-902782-0-5
- Historie nebo hysterie? (1995) – ISBN 80-900802-3-5
- Jiří Stříbrný, portrét politika (2003) – ISBN 80-210-3241-3
- Ecce homo - z rozhlasových fejetonů (2004) – ISBN 80-903377-0-8
- Český fašismus na Moravě (2013) – ISBN 978-80-86488-90-5
- Emanuel Lešetický z Lešehradu